# Wiktor Położewicz
Wiktor Położewicz (ukr. Віктор Положевець; ur. 20 maja 1980) – ukraiński siatkarz, grający na pozycji rozgrywającego w rosyjskim klubie MGTU Moskwa.

## Kluby
- 2006–2007 – Krymsoda Krasnoperekopsk
- 2007–2009 – AZS Politechnika Warszawska
- 2009–2010 – Budіwelnyk-Dynamo-Bukowyna Czerniowce
- 2010–2011? – MGTU Moskwa
- 2011–2012 – Budіwelnyk-Dynamo-Bukowyna Czerniowce
- 2018–2019 – Olurtrans Łuck
- 2019–2021 – WK Pokuttia
- 2021–2022 – Olurtrans-ŁNTU Łuck